# Kwango tartomány
A Kwango tartomány a Kongói Demokratikus Köztársaság 2005-ös alkotmánya által létrehozott közigazgatási egység. Az alkotmány 2009. február 18-án, 36 hónappal az alkotmányt elfogadó népszavazás után lép hatályba. A tartomány az ország délnyugati részén  fekszik, jelenleg a Bandundu tartomány körzete. Fővárosa Kenge, mely egyben legnagyobb városa is. A tartomány nemzeti nyelve a kikongo.
A tartomány nevét a Kwango folyóról kapta, mely a tartományt átszelő legnagyobb folyó.

## Körzetei
- Popokabaka
- Kenge (körzet)
- Kasonga-Lunda
- Kahemba
- Feshi

## A tartomány vezetői
Elnökök (1965-től kormányzók)
- 1962. szeptember 23 - 1962. november 11., Albert Delvaux
- 1962. november, Emmanuel Mayamba
- 1962. – 1963. április,  Alphonse Pashi
- 1963. augusztus -  1964. április,  Pierre Masikita (először)
- 1964. április - 1964. szeptember 30.,  Belunda Kavunzu
- 1964. szeptember 30. - 1965. augusztus 24,  Joseph Kulumba
- 1965. augusztus 25. - 1966. április 25., Pierre Masikita (másodszor)

## Külső hivatkozások
- Kwango tartomány körzeti felosztása
- A Kongói Demokratikus Köztársaság tartományai és azok vezetői